# Wolfgang Frank (Schriftsteller)
Wolfgang Frank (* 12. Juni 1909 in Lübeck; † 19. Juli 1980 ebenda) war ein deutscher Schriftsteller. Bekannt wurde er durch seine Seefahrtsromane und Romanbiografien, etwa über den U-Boot-Kommandanten Günther Prien, die Teil der NS-Propaganda waren, sowie durch den internationalen Bestseller Die Wölfe und der Admiral von 1953.

## Leben
Wolfgang Frank wurde 1909 als Sohn eines Deutschlehrers in Lübeck geboren, wo er auch aufwuchs und das Katharineum besuchte. Mit 17 Jahren verließ er die Schule und meldete sich 1926 freiwillig zur Reichsmarine. Sie entließ ihn nach einem Jahr wegen eines Augenleidens. Bis 1928 Flugzeugbau in Anatolien. Bei der Marine holte er sein Abitur nach und studierte in München und Hamburg Rechtswissenschaften. Mit der Dissertation Der Journalist in Strafrecht und Notverordnung wurde er 1933 an der Universität Hamburg zum Dr. iur. promoviert. Eine juristische Laufbahn wollte er nicht einschlagen, sondern seine Leidenschaften für die Seefahrt und das Schreiben verbinden. Bereits während seines Studiums hatte er in den Semesterferien auf Frachtschiffen angemustert und für das „Hamburger Fremdenblatt“ Artikel verfasst.  Seine beiden ersten Romane, Hochseefischer und Donner im Juni, erschienen 1932 und 1933.
Mehrere Male nahm er an Segelregatten über den Atlantik teil. Seine Erlebnisse verarbeitete er in den Büchern Rudergänger war der liebe Gott. Die Sturmfahrt der „Störtebeker“ über den Atlantik (1936) und Die Jagd über den großen Teich. Olympia-Atlantik-Regatta 1936 (1937). Für seinen 1938 erschienenen Roman Novembersturm nahm er sich den Schiffbruch des Dampfers „Luise Leonhardt“ zum Vorbild. Der Dampfer war in der Nacht vom 23. zum 24. November 1930 im Sturm auf den Großen Vogelsand getrieben worden und ging mit 30 Mann Besatzung verloren. Dieses Ereignis bettete Frank in die erfundene Geschichte des Hamburger Schiffsjungen „Claus“ ein, der im Roman als Einziger überlebt. Frank gelang damit ein eindrucksvolles Stück Hamburger Lokalkolorit. Die Technik, tatsächliche Ereignisse als Ausgangsstoff zu verwenden und dann romanhaft zu überhöhen, wandte er später noch häufiger an. Daneben schrieb Frank auch Lyrik und veröffentlichte 1940 die Sammlung Gedichte aus zehn Jahren.
Intensiv beschäftigte er sich mit dem Walfang. Seine Antarktis-Walfangreise auf der „Jan Wellem“ verarbeitete er in den Büchern Waljäger. Auf Walfang im südlichen Eis (1938), „Wal in Sicht!“ (1939) und Der wiedererstandene deutsche Walfang. Dargestellt an der Entwicklungsgeschichte der Ersten Deutschen Walfang-Gesellschaft in Verbindung mit einem Reisebericht über die 2. „Jan-Wellem“-Expedition (1939). Er schrieb das Drehbuch für den ebenfalls 1939 entstandenen Dokumentarfilm Walfänger in der Antarktis von Gerhard A. Donner.
1939 wurde Frank Schriftleiter und Geschäftsführer beim Hamburger Tagblatt.
Mit Beginn des Zweiten Weltkrieges wurde Wolfgang Frank als Marineberichterstatter im Stab von Dönitz eingesetzt. Zwischen ihm und dem Marineoffizier Günther Prien entwickelte sich eine enge Freundschaft. Frank begleitete den Kommandanten des U-Bootes U 47 auf seiner vorletzten Reise. Nachdem Prien seit dem 7. März 1941 als verschollen galt, veröffentlichte Frank 1942 Prien greift an, eine Schilderung der Erlebnisse des Korvettenkapitäns, für die er auch dessen dienstliche Kriegstagebücher heranzog. Das Buch wurde zum Bestseller, von dem bis 1944 120.000 Exemplare gedruckt wurden. Übersetzungen ins Englische und Norwegische folgten 1954 und 1957. Diese Erfolgsserie setzte Frank nach Kriegsende mit zwei weiteren Prien-Büchern fort, Was war nun wirklich mit Prien? (1950) und Der Stier von Scapa Flow. Leben und Taten des U-Boot-Kommandanten Günther Prien (1958). Letzteres Buch, eine erweiterte Auflage von Prien greift an, wurde auch im Ausland beachtet.
Wolfgang Franks größter internationaler Erfolg war der Bestseller Die Wölfe und der Admiral von 1953, eine romanhafte Chronik des U-Boot-Krieges. Das Buch wurde in zwölf Sprachen übersetzt. Ähnlich erfolgreich war Schiff 16 von 1955, das die Kaperfahrt des Hilfskreuzers Atlantis erzählt. Den Großteil seiner Nachkriegsbücher veröffentlichte Frank im Stalling-Verlag, Oldenburg und Hamburg.
Am 26. Juni 1958 heiratete er in Hamburg Thea Christa Paula Betty Magdalene Dethloff (* 30. März 1921 in Rostock, Mecklenburg-Schwerin; † 29. September 1974 in Lübeck, Schleswig-Holstein). Das Paar hatte eine Tochter, Hildegard Luidgard Ilse Almuth Franziska Frank.
Ein weiterer Bestseller gelang ihm mit Verklungen Horn und Geläut (1959), der Chronik des Forstmeisters Franz Mueller-Darß. Für diese romanhafte Biografie griff er auf die Tagebücher des Forstbeamten, Jägers und Kynologen zurück. Die Schilderung des Archetypischen des Darß machte den Landstrich über Deutschland hinaus bekannt. Mueller selbst wurde durch das Buch, das bis zum Jahr 2001 17 Auflagen erlebte, bei einem breiten Publikum fast so bekannt und beliebt wie sein Vorgänger Ferdinand von Raesfeld. Im Gegensatz zu den romantisch-abenteuerlich verbrämten Darstellungen in Franks Roman war Mueller ein nüchtern denkender Mensch. Mit Süß sang die Nachtigall legte Frank 1969 sein letztes Werk vor.
Von 1956 bis 1972 war Wolfgang Frank Geschäftsführer des Deutschen Segler-Verbandes mit Sitz in Hamburg.
Wolfgang Frank starb am 19. Juli 1980 in seiner Heimatstadt Lübeck, wo er auch begraben wurde.

## Werke
- Hochseefischer, Roman, Hamburg 1932
- Der Journalist in Strafrecht und Notverordnung, Dissertation, Hamburg 1933
- Donner im Juni, Roman, Hamburg 1933
- als Mitherausgeber: Westward-ho! Die Zeit der großen Segelschiffe, Hamburg 1935 (6., neu bearbeitete Auflage Hamburg 1953)
- Tage der Heimkehr,  Novellen, Hamburg 1935
- Fischdampfer auf hoher See, Berlin, Leipzig und Wien 1936 (später erschienen von A. Neibecker bearbeitete Fassungen in der Reihe „Der deutsche Erzähler“)
- Dalmatinischer Frühling. Bericht einer romantischen Fahrt, Hamburg 1936 (Neubearbeitung Oldenburg und Hamburg 1962)
- Rudergänger war der liebe Gott. Die Sturmfahrt der „Störtebeker“ über den Atlantik, Hamburg 1936
- als Herausgeber: Rudolf Ude: Mein Schiff geht nach See. Nach Briefen und Berichten gesammelt von Irmgard und Inge Ude, Berlin 1936
- „Erste Mannschaft - ans Boot!“, Berlin, Leipzig und Wien 1937
- Die Jagd über den großen Teich. Olympia-Atlantik-Regatta 1936, Hamburg 1937
- Waljäger. Auf Walfang im südlichen Eis, Hamburg 1938
- Novembersturm. Nach Aufzeichnungen des Quartiermeisters Hermann Kronsfoth, Hamburg 1938 (später unter den Titeln Novembersturm. Schiffbruch auf Groß-Vogelsand und Novembersturm, Bibliothek der Seefahrt, Hamburg 1987, ISBN 3-89225-150-9)
- „Wal in Sicht!“, Berlin und Leipzig 1939
- Der wiedererstandene deutsche Walfang. Dargestellt an der Entwicklungsgeschichte der ersten deutschen Walfang-Gesellschaft in Verbindung mit einem Reisebericht über die 2. „Jan-Wellem“-Expedition, Düsseldorf 1939
- Gedichte aus zehn Jahren, Lyrik, Hamburg 1940
- Prien greift an. Nach Aufzeichnungen des Verfassers an Bord und den beim Befehlshaber der Unterseeboote vorliegenden dienstlichen Kriegstagebüchern des Korvettenkapitäns Günther Prien, Hamburg 1942 (mehrere Auflagen bis 1944)
- zusammen mit Hans Meckel: Was war nun wirklich mit Prien? Dokumente, Augenzeugenberichte und amtliche Unterlagen aus deutschen und britischen Quellen zusammengestellt, Hamburg 1950
- Die Wölfe und der Admiral. Der Roman der U-Boote, Oldenburg und Hamburg 1953 (2., erweiterte Auflage unter dem Titel Die Wölfe und der Admiral. Triumph und Tragik der U-Boote, Oldenburg und Hamburg 1957; 6. Auflage als Die Wölfe und der Admiral. U-Boote im Kampfeinsatz – Triumph und Tragik, Bergisch Gladbach 1995, ISBN 3-404-65025-5)
- Schiff 16. Die Kaperfahrt des Schweren Hilfskreuzers „Atlantis“ in den 7 Weltmeeren. Nach den Unterlagen des Kommandanten Bernhard Rogge berichtet von Wolfgang Frank, Oldenburg und Hamburg 1955 (10. Auflage München 1982, ISBN 3-453-00039-0)
- Der Stier von Scapa Flow. Leben und Taten des U-Boot-Kommandanten Günther Prien. Nach Aufzeichnungen des Verfassers an Bord U 47 und der seinerzeit beim Befehlshaber der Unterseeboote vorliegenden dienstlichen Kriegstagebücher des Korvettenkapitäns Günther Prien sowie deutschen und englischen Dokumenten der Kriegs- und Nachkriegszeit, Oldenburg und Hamburg 1958
- Der Bass der Stürme. Geschichten von der See,  Oldenburg und Hamburg 1960 – vom Autor neu bearbeitete Geschichten
- Verklungen Horn und Geläut. Die Forstmeisterchronik. Ein Leben mit Wäldern und Hunden, Oldenburg und Hamburg 1959 (später unter dem Titel Verklungen Horn und Geläut. Die Chronik des Forstmeisters Franz Mueller-Darß; 17. Auflage München, Wien und Zürich 2001, ISBN 3-405-13176-6)
- Süß sang die Nachtigall, Oldenburg und Hamburg 1969